# Sparganothoides
Sparganothoides — rodzaj motyli z rodziny zwójkowatych. Opisało go w 1986 roku dwóch naukowców: Lambert i Jerry A. Powell.

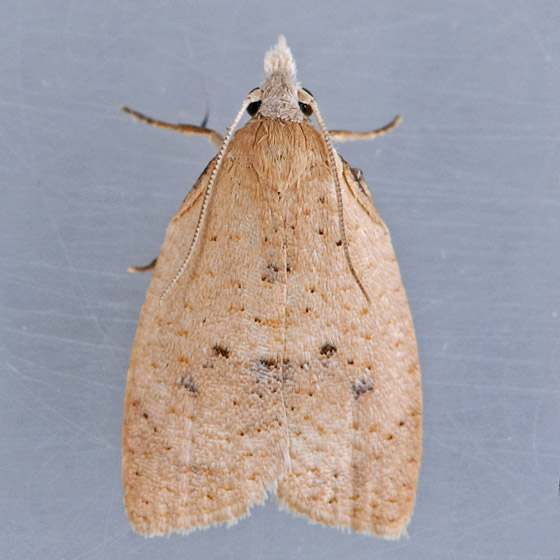
Sparganothoides lentiginosana

## Gatunki
- Grupa Hydeana:
  - Sparganothoides machimiana
  - Sparganothoides hydeana
  - Sparganothoides laderana
  - Sparganothoides amitana
  - Sparganothoides calthograptana
  - Sparganothoides coloratana
  - Sparganothoides audentiana
  - Sparganothoides canities
- Grupa Teratana:
  - Sparganothoides teratana
  - Sparganothoides carycrosana
  - Sparganothoides plemmelana
  - Sparganothoides lugens
  - Sparganothoides castanea
  - Sparganothoides vinolenta
- Grupa Ocrisana:
  - Sparganothoides ocrisana
  - Sparganothoides xenopsana
  - Sparganothoides umbosana
  - Sparganothoides probolosana
  - Sparganothoides canorisana
  - Sparganothoides capitiornata
  - Sparganothoides arcuatana
  - Sparganothoides licrosana
- Grupa Lentiginosana:
  - Sparganothoides lentiginosana
- Grupa Morata:
  - Sparganothoides morata
  - Sparganothoides albescens
  - Sparganothoides torusana
  - Sparganothoides prolesana
  - Sparganothoides polymitariana
- Grupa Aciculana:
  - Sparganothoides aciculana
  - Sparganothoides silaceana
  - Sparganothoides broccusana
  - Sparganothoides cornutana